# Inczédy Dénes Ágoston
Inczédy Dénes Ágoston (Eger, 1843. augusztus 27. – Pécs, 1900. szeptember 5.) ciszterci szerzetes, matematikus, tanár, iskolaigazgató.

## Élete
Polgári családból származott. Tanulmányait a ciszterci rend egri főgimnáziumában végezte. 1859. szeptember 17-én lépett a rendbe, ahol 1864. szeptember 22-n egyszerű, 1867. szeptember 22-n ünnepélyes fogadalmat tett. Közben 1866. október 8-án áldozópappá szentelték.
1865-ben mennyiségtan-természettan szakos tanári oklevelet szerzett. 1865-től 1889-ig a ciszterci főgimnázium tanára volt Pécsett, majd 1889-től házfőnök és igazgató ugyanott. 1900-ban Szentgotthárdon volt szubprior.

## Munkássága
A fizika és matematika oktatásában végzett értékes munkát, nagy figyelemmel kísérte az új találmányokat, melyeket a szélesebb érdeklődő kör számára részletesen ismertetett (pl. a fonográf, telefon). A csillagászati földrajz elemeiről (1888) írt tankönyve sokáig használatban volt. Komoly iskolatörténeti kutatásokat végezett. Munkásságát 1895-ben a Ferenc József-rend lovagkeresztjével ismerték el.

## Írásai

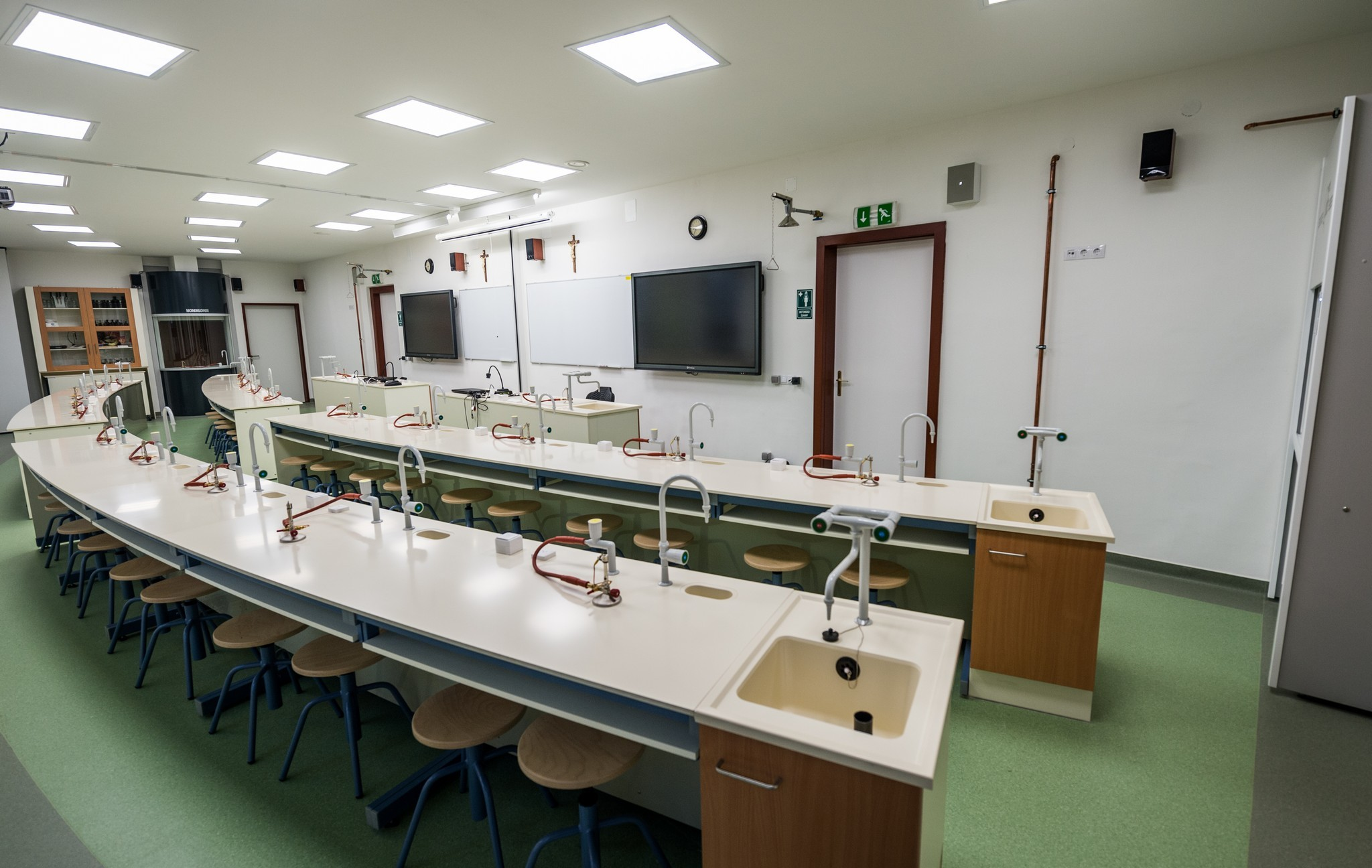
A Ciszterci Rend Nagy Lajos Gimnáziumának Inczédy Dénes Természettudományi Laboratóriuma

- A kath. autonomiáról. Pécsi Lapok, 1869
- Néhány szó a szülőkhöz. Pécsi Lapok, 1869
- A láncztörtekről. A pécsi főgimnázium Értesítője, 1878
- A phonograph, telephon és mikrophon. Természettudományi Közlöny, 1879
- A mennyiségtan módszeres kezelése a gymnasiumban. A pécsi főgimnázium Értesítője, 1885
- A májusi fagyok. A Szent Család képes Népnaptára (1888-ra, 1889-re)
- A pécsi főgymnasium kérdéséhez. Pécs, 1893. 74. sz.
- Beszéd a Klamarik jubileumon. Országos Középiskolai Tanáregyesületi Közlöny, 1894
- A pécsi gimnázium története (1896)

## Munkája
- A csillagászat elemei. A középiskolák felsőbb osztályai számára és magánhasználatra. Pécs, 1888.

## Emlékezete
A Ciszterci Rend Nagy Lajos Gimnáziumában 2014. december 16-án természettudományi labort neveztek el róla.